# Martin Gujan
Martin Gujan (né le 16 avril 1982) est un coureur cycliste suisse. Spécialiste du VTT, il pratique également le cyclo-cross et le cyclisme sur route.

## Palmarès en VTT

### Championnats du monde
- Kaprun 2002
  - 10e du cross-country espoirs
- Ornans 2012
  - 6e du cross-country marathon

### Championnats d'Europe
- Graz 2003
  - 5e du cross-country espoirs
- Zoetermeer 2009
  - 4e du cross-country
- Haïfa 2010
  - 9e du cross-country
- Dohňany 2011
  -  Médaillé d'argent du relais mixte
- Moscou 2012
  -  Médaillé d'argent du relais mixte

### Championnats nationaux
- 2006
  - 2e du  cross-country
- 2009
  - 2e du  cross-country